# Cățărare în solo integral
Cățărarea în solo integral, (engleză: free solo climbing) uneori numită și soloing liber, este o formă de cățărare liberă în care cățărătorul  renunță la orice sistem de asigurare (tehnică), atât solo cât și de grup,  cum ar fi corzi,  hamuri sau alte echipamente de protecție în timpul ascensiunii.  El se bazează la cățărarea liberă integrală numai pe forța sa fizică, abilitatea de cățărător, și tăria psihică pentru a evita o cădere fatală. Cățărarea solo integral nu trebui confundată cu cățărarea liberă, în care este folosit echipament de siguranță pentru asigurare în caz de cădere, dar nu și pentru a ajuta în urcare (cățărare).

## Motivații
Motivarea în cățărarea liberă integrală, după cum invocă cățărătorii recunoscuți, vine de la (este provocată de) simplitatea și rapiditatea cu care se poate  în acest mod urca, spre exemplu, Alex Honnold, a urcat Fața Nord-Vestica Regulată a muntelui Half Dome, cu altitudinea de 2693 m deasupra n.m. situat în Parcul Național Yosemite, în două ore și cincizeci de minute, un traseu ce cere în mod normal câteva zile de urcare. Alte motive (personal) invocate sunt necesitatea unei concentrări intense continue și, pentru unii, adrenalina. Practica este în cea mai mare parte limitată la rutele familiare pentru cățărători și a căror dificultate constă și în abilitățile cățărătorului. Cu toate acestea, riscurile inerente, cum ar fi roci moi sau schimbarea bruscă a vremii sunt mereu prezente. Unii cățărători de profil înalt, inclusiv John Bachar și Hersey Derek, au murit datorită unor cățărări în solo integral. Hersey a murit pe Sentinel Rock în 1993. Solicitarea principală în soloing-ul liber se află de obicei, mai ales în dificultate mentală  de a rămâne concentrat, (o capacitate limitată), și nu în primul rând în dificultățile fizice evidente ale cățărarii în sine.

## Practicanți
Acest tip de sport a născut un număr de practicanți recunoscuți, ce au ajuns celebri prin fotografiile remarcabile ale cățărătorului complet singur și neprotejat pe stânci abrupte. Una dintre cele mai renumite este cea a francezului Alain Robert ("Spiderman"), care a escaladat zeci de zgârie-nori în jurul lumii - un sport cunoscut sub numele de buildering (a nu se confunda cu bouldering) - și mai multe ziduri de stâncă, fără a folosi nici un echipament de siguranță.
Unii dintre promotorii  cățărării pe stâncă și deci și al cățărării în solo integral, din 1900 până în prezent sunt: Hansjörg Auer, John Bachar, Henry Barber, Peter Croft, Steph Davis, Derek Hersey, Alexander Huber, Dan Osman, Dave MacLeod, Bill Denz, Tobin Sorenson, Dean Potter, Alex Honnold, Andreas Proft, Ueli Steck, Paul Preuss, Kevin Jorgeson, Patrick Edlinger, Michael Reardon, Alain Robert, Catherine Destivelle, Dennis "Tank" George, Maurizio "Manolo" Zanolla, Katie Brown și Renaldo Clarke .

## Alternative mai sigure
Alternative mai puțin riscante pentru cățărarea liberă integrală includ bouldering, cățărare la înălțimi suficient de mici pentru ca o cădere să fie în general mai lipsită de riscuri și, folosirea obișnuită a unei saltele de bouldering pentru a atenua o potențială cădere. O altă alternativă este cea a soloing-ului deasupra apelor adânci, cățărări în care o eventuală cădere ar duce la o cădere în apă. Soloing-ul liber pe stânci de mare și lac este și mai periculos, datorită combinației de riscuri, cum ar fi roca fărâmicioasă sau instabilă, mareele, bolovanii scufundați, și dificultatea de salvare.